# Нуссбаум, Майк
Майрон Г. Нуссбаум (англ. Myron G. Nussbaum; 29 декабря 1923, Чикаго, Иллинойс — 23 декабря 2023, Чикаго, Иллинойс) — американский актёр и режиссёр.

## Биография
Нуссбаум родился в еврейской семье и вырос в районе Олбани Парк в Чикаго. Он женился вскоре после того, как вернулся в Чикаго после военной службы во время Второй мировой войны. В армии он был в том числе руководителем информационной службы в штабе генерала Дуайта Д. Эйзенхауэра, в этой роли он отправил официальное уведомление о капитуляции Германии. В течение 20 лет он работал со своим шурином в бизнесе по борьбе с вредителями.
Скончался 23 декабря 2023 года в своём доме в Чикаго за шесть дней до своего столетия.

## Карьера
Актерская карьера Нуссбаума началась в общественном театре в 1950-х годах. В 1960-х годах он был активным участником развивающегося профессионального театрального сообщества в Чикаго, в процессе которого познакомился с Дэвидом Мэметом . Он появлялся во многих пьесах Мэмета как на Бродвее, так и за его пределами, а также в Чикаго. Его фильмы включают «Поле чудес», «Дом игр», «Всё меняется», «Роковое влечение», «Люди в чёрном».
В качестве режиссёра он работал над фильмом «Куда ты делся, Джимми Стюарт?» по произведению Арта Шэя.
Нуссбаум также появлялся во многих телевизионных рекламах.
По состоянию на апрель 2019 года Нуссбаум по-прежнему  играл в кино и театре в возрасте 95 лет.

## Личная жизнь
Нуссбаум был женат на Аннет Бреннер с 1949 года до её смерти в 2003 году. В 2004 году он женился на Джули Брудлос. От первой жены у него было трое детей: Джек, Карен и Сьюзен.